# Iekibastuz
Ekibastuz (kazakh: Екібастұз) és una ciutat de la província de Pavlodar, al nord-est del Kazakhstan. Té una població de 127.200 habitants (cens del 1999). És servida per l'Aeroport d'Ekibastuz.

## Història
La història de Iekibastuz comença al segle XIX, quan Kosim Pxembàiev, un kazakh nadiu que fou contractat per comerciants russos per a obtenir recursos minerals a la regió, es trobà un jaciment de carbó al sud-est de Pavlodar. Marcà el lloc amb dues grans piles de sal. Aquesta marca donà nom al lloc: iekibastuz significa 'dues piles de sal' en kazakh. L'exploració comercial de la mina començà poc després. La mina fou posteriorment venuda para un comerciant rus anomenat Urquart. El ferrocarril fou construït i el llogarret de Iekibastuz fou establert el 1899.
La Revolució Russa del 1917 així com les dues guerres mundials desviaren l'atenció de l'estat de l'exploració de la mina. El llogarret estava totalment desert. Mentrestant, el 1948, un primer equip de 50 persones inicià la construcció de la futura ciutat. Els límits de la futura mina de carbó a cel obert també foren marcats en aquella època.
Desembre del 1954 fou un període important per a Iekibastuz, car les primeres càrregues de carbó foren transportades pel tren. En aquell moment començà el desenvolupament industrial de Iekibastuz. El 1995 s'arribà a un milió de tones de carbó produïdes.
La condició de ciutat fou atorgada a Iekibastuz el 12 de juliol del 1957 per un decret del Politburó de la República Socialista Soviètica del Kazakhstan. En aquell moment, la població de Iekibastuz era d'aproximadament 25.000 habitants. Avui en dia, la població és d'aproximadament 141.000 habitants.

## Indústria
Prop de Iekibastuz hi ha dues centrals termoelèctriques alimentades amb carbó: la GRES-1, amb una capacitat instal·lada de 4.000 MW, i la GRES-2, amb una capacitat instal·lada de 1.000 MW. La GRES-2 té la xemeneia més alta del món, amb una altitud de 419,7 metres.
La construcció de GRES-2 formava part d'un programa per al desenvolupament de les mines de Iekibastuz, preveient la construcció de quatre centrals termoelèctriques, cadascuna de 4.000 MW (8 unitats x 500 MW). Entre el 1991 i el 1993 tan sols s'inauguraren les unitats 1 i 2. La construcció de la unitat 3 fou iniciada el 1990 però interrompuda posteriorment.
De Iekibastuz fins a Kokxetau corre una línia de transmissió dissenyada per a la transmissió d'una tensió de 1.150 kV, la línia de transmissió Iekibastuz-Kokxetau.
Actualment, Iekibastuz és la major mina de carbó a cel obert i una de les regions amb millors perspectives d'extracció de carbó del món. Conté més de 13.000 milions de tones de carbó en una àrea de 62 km². En altres paraules, hi ha 74 milions de tones de carbó per quilòmetre quadrat.

## Gulag

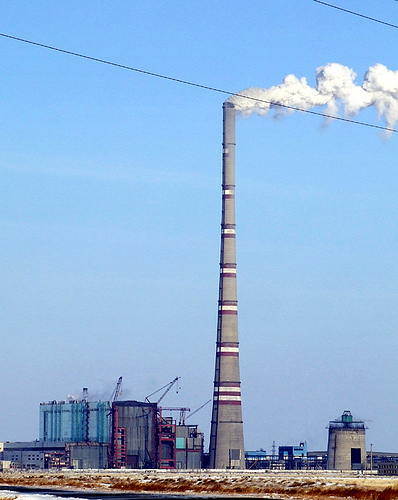
La xemeneia de la central d'energia GRES-2, a Iekibastuz, és la més alta del món.

Iekibastuz fou també el lloc on s'instal·là un gran camp de treballs forçats del sistema de gulags, mantinguts per la Unió Soviètica des de la dècada del 1920 fins a la del 1950. Aleksandr Soljenitsin hi estigué condemnat.